# إدغار لي هيويت
إدغار لي هيويت (بالإنجليزية: Edgar Lee Hewett) هو عالم آثار وأنثروبولوجي أمريكي وُلِد في 23 نوفمبر 1865 في فانداليا، إلينوي، وتوفي في 31 ديسمبر 1946 في سانتا فيه، نيو مكسيكو. عُرف بأبحاثه الرائدة حول حضارات الأمريكيين الأصليين في جنوب غرب الولايات المتحدة وأمريكا الوسطى، وأسهم في صياغة سياسات حماية الآثار في الولايات المتحدة.

## حياته ومهنته
بدأ هيويت حياته المهنية كمدرس، ثم اتجه إلى دراسة علم الآثار والأنثروبولوجيا. كان من أوائل من درسوا حضارات مثل شعب بويبلو والأنكا والمايا.
ساهم هيويت بشكل أساسي في إقرار قانون الآثار الأمريكي لعام 1906، الذي كان أول قانون اتحادي لحماية المواقع الأثرية. كما شغل منصب مدير مدرسة أبحاث الآثار الأمريكية في سانتا فيه، وعمل أستاذًا في جامعة جنوب كاليفورنيا.
قاد عدة بعثات أثرية في الولايات المتحدة والمكسيك وغواتيمالا، وكتب العديد من الكتب والمقالات العلمية التي أصبحت مرجعًا في دراسة حضارات أمريكا القديمة.

## أبرز إنجازاته
- المساهمة في تأسيس قانون الآثار الأمريكي.
- تأسيس مدرسة أبحاث الآثار الأمريكية.
- قيادة دراسات أثرية مهمة حول حضارات المايا والأنكا.
- تعزيز الحفاظ على المواقع التاريخية في الجنوب الغربي الأمريكي.